# 沃埃戈夏
51°39′10″N 25°6′50″E / 51.65278°N 25.11389°E
沃埃戈夏（烏克蘭語：Воєгоща）是烏克蘭西北部的村莊，隸屬沃倫州的卡明-卡希爾斯基區。該村始建於1740年，面積53.36平方公里，海拔高度149米，2001年人口1,568，人口密度每平方公里29.39人。